# María Odulia Nicola Ruotti
María Odulia Nicola Ruotti, conocida como Chinita de Nicola, (Asunción, 5 de septiembre de 1922 - 9 de febrero de 2006) fue una mujer paraguaya que realizó importantes contribuciones para el crecimiento de su país. A través de la música y el talento que poseía compartió escenarios con grandes artistas paraguayos, con quienes también grabó discos. Murió en el 2006 a los 84 años.

## Vida
Su verdadero nombre es María Odulia Nicola Ruotti. Nació en la ciudad de Asunción el 5 de septiembre del año 1922. Sus padres fueron Cayetano de Nicola y Ángela Ruotti. Chinita es no vidente desde muy pequeña, sin embargo esto no se convirtió en un obstáculo para que llegara a ser una artista, ya que siempre contó con el valioso apoyo de sus padres. Cuando tan sólo tenía 7 años de edad, Chinita animaba las reuniones familiares y fiestas particulares con la interpretación de canciones que aprendía de memoria.
Una mujer paraguaya que realizó un gran aporte al folklore nacional, a través de su vocación de intérprete y su sutileza de compositora con el que musicalizó inspiradas obras de la colección paraguaya.

## Trayectoria
En el año 1937, cuando Chinita tenía 15 años, se le presentó la oportunidad de incursionar en el campo profesional. Ese mismo año ganó la medalla de oro en un concurso de intérpretes que estuvo organizado por Radio “El País”, lo cual logró la unión a artistas de la calidad de Ernesto Báez y Emigdia Reisófer, entre otros. Así llegó a los 17 años de edad a participar de la actuación radial en radioemisoras como: Stentor, Teleco, Emisoras Paraguay y Comuneros.
Chinita dio el paso más importante en su carrera con la intervención del entonces Presidente de la República, Higinio Morínigo, recibió a Chinita en el Palacion de Gobierno, luego de haberse quedado asombrado por las interpretaciones de música folclórica realizadas en un programa apoyado por el Ministerio de Agricultura. Allí, el presidente la felicitó y además le otorgó una beca de canto en la ciudad de Buenos Aires, Argentina.
De esta manera, Chinita, empezó sus estudios de interpretación vocal en la Academia Leda de la capital argentina, en compañía de grandes maestros formadores de varios artistas del Paraguay, en el año 1944. Allí, la cantante también se unió al conjunto de Mauricio Cardozo Ocampo, actuando en radio “El Mundo”, en varios teatros como el “Verdi” y así también en varios festivales ante los habitantes paraguayos que residían en Buenos Aires y el exigente público argentino. 
Durante los cuatro años que vivió en esa ciudad, Chinita tuvo la gran y maravillosa oportunidad de conocer a grandes creadores musicales como: Félix Pérez Cardozo, Emilio Bigi, José Asunción Flores, entre otros.
Chinita regresó al Paraguay, en el año 1948, luego de acumular un profundo conocimiento, dedicó sus experiencias a la difusión del canto popular actuando como solista. Siguió difundiendo la música uniéndose también a diferentes grupos musicales, entre ellos el de Virgilio Centurión.
Chinita ingresó en el interesante y artístico ambiente de la composición con Cirilo R. Zayas, el recordado periodista y poeta. Y en la década del 50´, la obra “Por Tu Gracia Angelical” nació como la primera de las más de 100 composiciones que salieron de la dupla Zayas-De Nicola. Una de las obras más destacadas de dúo singular y especial es el tema “Extraña mujer”, seleccionado para el filme que estaba basado en una novela del ilustre escritor paraguayo, el señor Augusto Roa Bastos y dirigido por el cineasta argentino Armando Bó. La película fue “El Trueno Entre Las Hojas”, que fue filmado en los escenarios naturales del departamento de Guairá, en el Paraguay. El tema musical fue interpretado por el señor Martín Leguizamón, quien fue elegido especialmente para ello por Chinita de Nicola.

## Obras
Estas son algunas de las obras que Chinita compuso con Cirilo R. Zayas: “Eres Bonita”, “Paraguaya Rohayhu”, “Por tu Amor mi Palomita”; además compuso con el señor Alejandro Brugada Guanes, exdirector General de Turismo, el tema “Belleza Morena”. Además, le puso música el exitoso “Álgido Sentir”, con versos de su primo hermano, el artista Donato Ruotti.
Paralelamente a la tarea de componer, Chinita también se dedicó al canto con la misma pasión. Así fue como compartió escenarios con auténticas figuras de la música popular como: el señor Delfín Fleytas, Aparicio de los Ríos, entre otros. También, junto a Delfín Fleytas y el Conjunto “Ñande Kóga” grabó “Pueblo Ybycui”, “Mi Destino”y “Asunción”. Chinita grabó además 4 materiales, todos ellos elaborados en la ciudad de Buenos Aires bajo el sello “Odeón” (actualmente EMI, empresa encargada de mejorar las grabaciones).

## Premios y logros obtenidos
Chinita de Nicola se convirtió en la ganadora del importante premio a la música: la Copa de Oro, luego de haber interpretado “Mi Posadeñita”, que fue estrenado en un festival de la ciudad argentina de Posadas, donde fue ovacionada por los miles de espectadores quienes la aplaudieron de pie luego de escucharla cantar.
Chinita de Nicola vivió en su antigua casa en el centro de Asunción, siempre rodeada de sus herramientas de trabajo: éstos eran los numerosos instrumentos musicales, los cuales la ayudaban a desenvolverse en la tarea de transmitir sus conocimientos artísticos a personas de distintas edades.
A pesar de su impedimento visual, Chinita es una mujer que con inteligencia y esfuerzo logró situarse entre lo más grandes de la música folclórica paraguaya y a pesar de los años, se mantuvo con un espíritu jovial y alegre, constituyéndose así en todo un ejemplo de vida. Una vida que luchó por lo sus sueños, por lo que amaba hacer: cantar, y que lo hacía de una manera única. Chinita se convirtió de esta manera en un orgullo para la nación paraguaya.
Es un ejemplo de que más allá del tamaño de los obstáculos, las metas y los sueños pueden ser alcanzados, sólo depende de la fuerza con que se luche. La fe y la inteligencia fueron otros ingredientes mediante los cuales Chinita pudo mantenerse en pie, llevando en alto el nombre y la música paraguaya.